# بيبا نيكسون
بيبا نيكسون (بالإنجليزية: Pippa Nixon)‏ هي ممثلة بريطانية، ولدت في 1980 في إنجلترا في المملكة المتحدة.

## وصلات خارجية
- بيبا نيكسون على موقع IMDb (الإنجليزية)
- بيبا نيكسون على موقع قاعدة بيانات الفيلم (الإنجليزية)